# Charles Thomas Bolton
Charles Thomas o Tom Bolton (nacido en 1943) es un astrónomo norteamericano, fue el primero en presentar evidencias sólidas de la existencia de un agujero negro.

## Vida profesional
Bolton recibió su título de Bachiller en 1966 en la Universidad de Illinois, seguido por su Maestría en 1968 y su Doctorado en 1970 alcanzado en la Universidad de Míchigan. Bolton posteriormente trabajó como investigador de posdoctorado en el Observatorio David Dunlap, trabajando como profesor allí hasta 1972. Continuó como profesor Colegio de Scarborough de 1971 a 1972, y en el Colegio de Erindale de 1972 a 1973, pero desde 1973, ha sido un afiliado del departamento de Astronomía de la Universidad de Toronto donde es ahora un eminente profesor.

## Descubrimiento
En 1971, mientras se encontraba estudiando sistemas binarios en el Observatorio Dunlap, Bolton observó un tambaleo en la estrella HDE 226868 como si esta estuviera orbitando alrededor de una invisible pero masiva compañera emitiendo potentes rayos X, independientemente del trabajo realizado por Louise Webster y Paul Murdin en el Real Observatorio de Greenwich. Análisis rigurosos arrojaron un estimado sobre la cantidad de masa necesaria para tal atracción gravitacional, lo cual probó ser demasiada para una estrella de neutrones. Después de que exhaustivas observaciones confirmaran los resultados, en 1973, la comunidad de astrónomos en general reconocieron el agujero negro Cygnus X-1, el cual permanece en el plano de la Vía Láctea.
Bolton es miembro de la Real Sociedad de Canadá.